# ジェノサイド (小説)
『ジェノサイド』は、高野和明による日本のサスペンス、SF小説。『野性時代』にて2010年4月号から2011年4月号まで連載し、2011年3月30日に角川書店より出版された。
第65回日本推理作家協会賞長編及び連作短編集部門受賞作、第2回山田風太郎賞受賞作、2012年版このミステリーがすごい!1位、2011年週刊文春ミステリーベスト10・1位。第33回吉川英治文学新人賞候補作、第145回直木三十五賞候補作。
南京大虐殺と関東大震災時の朝鮮人虐殺について書かれているが、これは「コンゴ、ルワンダ、ナチスの虐殺を書きながら、日本がしたことを書かないのは不公平だと考えた」ため。

## あらすじ
元グリーンベレーのジョナサン・“ホーク”・イエーガーは現在はイラクで民間軍事会社に勤める傭兵。難病を抱える息子の命を救うため、その身を危険に晒して大金を稼ぐ必要があった。リスボンで専門医の治療を受けている息子の元に赴くため休暇をとる予定だったイエーガーの元に奇妙な任務が舞い込む。提示される破格の報酬、最高ランクの機密、準備を含めて1ヶ月を要する作戦。イエーガーはいわゆる『汚い仕事』（暗殺任務）であろうと推察する。だが、容体が悪化し、余命1ヶ月となった息子のため背に腹はかえられず、イエーガーは危険な任務を承諾する。南アフリカ共和国に向かったイエーガーはそこで選りすぐりの精鋭である3人の仲間と対面し、彼らと共に訓練を受ける。イエーガーたちに与えられた任務は第一次アフリカ大戦が現在も行われているコンゴ民主共和国に密かに潜入し、危険な病に取り憑かれたピグミー族の住人たちを『駆除』し、『これまで見たこともない生物』に遭遇した場合はそれを排除することだった。その任務がアメリカ合衆国大統領・バーンズの命令で『人類絶滅の危機』を防ぐため発動された『ネメシス作戦』だとはイエーガーが知るよしもなかった。
一方、日本の厚木では大学院生の古賀研人が父親の葬儀を行っていた。うだつの上がらないウィルス学の研究者で大学教授の父誠治に反発していた研人は創薬化学の研究室に籠もり、昼夜を問わず実験に明け暮れていた。研人は葬儀に参列した父の知人で大手新聞記者である菅井から『ハイズマン・レポート』という耳慣れない単語を聞く。30年前にアメリカ大統領の命令で作成された報告書。それは生前の誠治が菅井に尋ねていたものだった。
葬儀を終え、研究室に戻った研人は自分のPCに届いた1通の電子メールに凍り付く。それは亡くなった誠治から送られたもので死亡してから5日も経ってから配信されたものだった。自分の死を予見していたかのような記述と父と子の間でしか知り得ない秘密。胸騒ぎを感じた研人は実家の父の書斎にあった本の間から誠治の残した1枚のメモとキャッシュカードを発見する。
1. 本とメモは処分しろ。
2. 黒いノートパソコンを保管し誰にも渡さないこと。
3. 好きに使って良いという500万円入ったとされるキャッシュカード。
4. 町田市にあるアパートの住所と鍵の在処。
5. すべては他言無用。携帯電話や電子メールはすべて盗聴されていると思い用心しろという警告。

まるで被害妄想に取り憑かれたかのような最後の文章。だが、誠治は実家のある厚木でも、アパートの住所である町田でもなく、三鷹駅で明らかな病死により最期を遂げ、通報者である女性はなぜか現場から姿を消していた。母から父の不倫を伺わせる話を聞いた研人は混乱したまま町田のアパートを訪れる。父が不倫相手との逢瀬を重ねた隠れ家と思っていた彼の意に反し、その部屋はさながら『小さな研究室』といった様相であった。
『自分の研究を引き継いでGPCRの作動薬を創薬しろ。危険なら投げ出して構わない。期日は2月28日。』
残された父のメッセージ、そしてパソコンに入った『GIFT』という極めて高度な創薬ソフト。そうした事実を知った研人の周囲はにわかに慌ただしくなる。研人に接触してくる謎の女性坂井友理、友人の土井に紹介された韓国人留学生李正勲から聞いた「このソフトを作った人は相当優秀だ」という言葉。そして真夜中に鳴り出した携帯電話から聞こえた「ニゲロ」という電子音声の警告。その直後、警察の捜査が自分の身に及び、研人はあわやというところで逃げ出す。次第に真実味を帯びていく父の言葉に研人は自分が抜き差しならぬ重要な使命を与えられ、日本政府をも巻き込んだ重大な事態に巻き込まれたのだと痛感する。
まったく繋がらない筈の2人の主人公の物語がアフリカ奥地と東京郊外のアパートで同時進行していく。イエーガーと研人、2人の主人公はやがてそれぞれに想像を絶する驚愕の事実に遭遇することになる。

## 登場人物

### アフリカ編

#### イエーガー隊
ジョナサン・イエーガー
主人公。元グリーンベレーで現在は傭兵。隊のリーダー。通称『ホーク』。難病の息子を抱え、危険な極秘任務につく。
スコット・マイヤーズ
イエーガーの部下。通称『ブランケット（毛布）』。衛生兵担当。元合衆国空軍のパラレスキュー（医療技術と戦闘能力を備えた特殊部隊）所属。隊のムードメーカー的役割を負う青年。
ウォーレン・ギャレット
イエーガーの部下。通称はない。通信担当。元合衆国海兵隊の武装偵察部隊（フォースリーコン）所属。理知的でクールな参謀肌の男。イエーガーとは同年代。
ミキヒコ・カシワバラ
イエーガーの部下。通称『ミック』。元自衛官でフランス外人部隊に所属していた異色の経歴を持つ日本人。無口で協調性に欠ける。

#### カンガ・バンドの人々
アキリ
ピグミー族の少年。通称『ヌース』。物語のすべての鍵を握る“特別な存在”。
エシモ
ピグミー族。アキリの父親。“特別な事情”を抱えた息子を愛し、危険を冒してイエーガーたちに同行する。妻を亡くしている。
ナイジェル・ピアース
人類学者。大富豪の息子だが人類学に傾倒し、ピグミー族と共に暮らし彼らの生態を研究している。

#### 合衆国関係者
グレゴリー・S・バーンズ
合衆国大統領。
アーサー・ルーベンス
『ネメシス作戦』担当の若き政務官。『ハイズマン・レポート』の真実に迫る。
メルヴィン・ガードナー
政府顧問博士。
ロバート・ホランド
CIA長官。

#### イエーガー家
リディア・イエーガー
イエーガーの妻。リスボンで入院中の息子に付き添っている。
ジャスティン・イエーガー
イエーガーの息子。肺胞上皮細胞硬化症という難病を患う。余命1か月とされる。

#### その他
ジョゼフ・R・ハイズマン
『ハイズマン・レポート』の作成者。現在は隠棲中。

### 日本編
古賀 研人（こが けんと）
主人公。大学院生で専門分野は創薬化学。亡き父の残したメッセージに従いGPCRの作動薬創薬に取り組む。菅井が書いた生前の誠治が唯一脚光を浴びることになった『灰色の記事』がもとで父に対して軽蔑の念を抱く。
李 正勲（イ・ジョンフン）
韓国人留学生。日本語が堪能で創薬化学とコンピューターに通じる。研人の心強い味方。新大久保駅乗客転落事故の犠牲となった韓国人留学生がモデル。
坂井 友理（さかい ゆり）
研人の周囲に現れる謎の女性。誠治の知人だというが、誠治の同僚たちはその存在を知らない。
古賀 誠治（こが せいじ）
ウィルス学の大学教授で研人の父親。三鷹駅で胸部動脈瘤破裂により死亡。一人息子にやりかけの仕事を託す。
菅井（すがい）
大手新聞社の科学欄担当。かつて携わった記事で誠治とは知己の関係。生前の誠治から『ハイズマン・レポート』について尋ねられ、その詳細を調べている。研人とも旧知だが、前述の確執を抱えている。
園田（そのだ）
研人の担当教授。50代の男性。
河合 麻里奈（かわい まりな）
研人が学部生時代に同じサークルに所属していた女子学生。研人が好意を持つ相手。
土井 明弘（どい あきひろ）
研人の友人。臨床系にいる。研人と正勲を引き合わせる。